# Збаразька міська територіальна громада
Збаразька міська громада — територіальна громада в Україні, в Тернопільському районі Тернопільської області. Адміністративний центр — м. Збараж.
Площа громади — 599,6 км², населення — 39 341 осіб (2020).
Утворена 2020 року шляхом об'єднання Збаразької міської, Базаринської, Вищелуб’янської, Гніздичненської, Доброводівської, Добромірківської, Залужанської, Зарудянської, Зарубинської, Іванчанської, Капустинської, Киданецької, Кобильської, Колодненської, Красносільської, Кретівської, Максимівської, Нижчелуб’янської, Новиківської, Синявської, Старозбаразької, Стриївської, Чернихівецької, Шилівської і Шимковецької сільських рад Збаразького району, а також Карначівської сільської ради Лановецького району.
19 липня 2020 року, в результаті адміністративно-територіальної реформи та ліквідації Збаразького району, громада увійшла до складу новоутвореного Тернопільського району.

## Населені пункти
У склад громади входить 1 місто (Збараж) і 53 села:
- Базаринці
- Болязуби
- Верняки
- Витківці
- Вищі Луб'янки
- Глинчуки
- Гніздичне
- Гори-Стрийовецькі
- Грицівці
- Діброва
- Доброводи
- Добромірка
- Залужжя
- Зарубинці
- Заруддя
- Зарудечко
- Іванчани
- Івашківці
- Капустинський Ліс
- Капустинці
- Карначівка
- Киданці
- Кобилля
- Колодне
- Красносільці
- Кретівці
- Ліски
- Максимівка
- Мала Березовиця
- Малий Глибочок
- Мусорівці
- Нижчі Луб'янки
- Новий Роговець
- Новики
- Олишківці
- Опрілівці
- Решнівка
- Розношинці
- Синява
- Синягівка
- Старий Збараж
- Стриївка
- Тарасівка
- Травневе
- Хоми
- Чагарі-Збаразькі
- Чернихівці
- Чеснівський Раковець
- Чорний Ліс
- Чумалі
- Шили (Синявський старостинський округ)
- Шили (Шимковецький старостинський округ)
- Шимківці